# Typhlodromus ilicis
Typhlodromus ilicis är en spindeldjursart som beskrevs av Athias-Henriot 1960. Typhlodromus ilicis ingår i släktet Typhlodromus och familjen Phytoseiidae. Inga underarter finns listade i Catalogue of Life.